# Valeriano (Vezzano Ligure)
Valeriano (Valeràn nel dialetto locale) è una frazione di 307 abitanti nel comune di Vezzano Ligure, in provincia della Spezia. In passato fu nota come Vallerano, e poi come Valeriano Lunense.

## Geografia fisica
Il paese, di origine medievale, si affaccia sul Golfo dei Poeti e sulla piana della Magra, ed è visibile dai castelli della Lunigiana.

## Storia

### Età romana
Dopo la deportazione, famiglie romane d'alto censo stabilirono le loro ville e proprietà lungo il mare di Luni, sulla Cordonata del Caprione, e nelle colline da Arcola a Vezzano e Valeriano, come ricorda Persio nelle sue Satire.

Il nome del paese deriva appunto da fundus Valerii o fundum Valerianum, da una di queste famiglie che ebbe il possesso del colle per quasi mille anni.
Il documento più antico che parla di Valeriano è custodito all'archivio di Stato di Milano ed è datato all'anno 938.
Tuttavia, non esistono documenti diretti per datare la romanizzazione di Valeriano. Tuttavia, la Tabula Alimentaria, posta dall'imperatore Traiano a Velleia, ritrovata due secoli or sono e custodita nel Museo Nazionale di Parma, tra i numerosi fondi di Velleia per contribuire al mantenimento di minori poveri, parecchi portano il nome di Valeriano e hanno come proprietari un tale Publio Valerio Ligurino.

### Età Medievale
Un documento del 10 giugno 1033, ai tempi di Corrado il Salico imperatore del Sacro Romano Impero, attesta che il marchese Adalberto della famiglia degli Obertenghi, di stirpe longobarda, fa donazione al monastero fondato in località Castiglione di parte dei suoi beni e della "decima" della sua proprietà situata a Valeriano della Contea di Luni.
In seguito Valeriano fu feudo dei Malaspina e dei Vescovi di Luni come risulta dal "lodo" concordato il 12 maggio 1202 tra Gualtiero vescovo di Luni e i marchesi Alberto Guglielmo e Corrado Malaspina, nel quale si stabiliscono i termini dei loro domini, e dal decreto del 31 maggio 1202 pubblicato nel 1717 dal Muratori nelle "Antichità Estensi" a Modena.
Il 16 febbraio 1224 Valeriano e Follo furono assunti "in colleganza" dalla Repubblica di Genova. I due paesi dovevano aiutarsi e difendersi a vicenda.

Nei successivi cento anni, il paese fu assoggettato per qualche tempo alla podesteria di Carpena insieme a Follo, Bastremoli, Polverara e Tivegna, riuscendo a conservare i suoi diritti e il territorio.
Nel 1444 il marchese di Fosdinovo, Antonio Alberico Malaspina, mosse guerra ai territori di Carrara e Avenza, e ne uscirono devastati i paesi di Arcola e Vezzano Ligure. Solo il 30 gennaio 1445 il signore Spinetta Fregoso arrivò a strappare una tregua al marchese.

### Età Moderna
Il 19 aprile 1585 il senato della Repubblica di Genova riconosce a Valeriano lo status di libero comune con propri statuti e reggitori, che mantenne anche sotto la dominazione straniera, sia austriaca sia francese, fino al XIX secolo in cui venne assorbito nella circoscrizione amministrativa di Vezzano Ligure.

### Età contemporanea
Nella notte del 26 gennaio 1945 il paese e la terza compagnia partigiana "Amelio" versarono il loro tributo di sangue, a conclusione di un rastrellamento iniziato il 20 con obiettivo principale i partigiani e i paracadutisti americani di Gordon Lett, protagonisti la 35ª brigata nera "Tullio Bertoni", le divisioni Italia e Monterosa, insieme a truppe germaniche.

## Monumenti e luoghi d'interesse

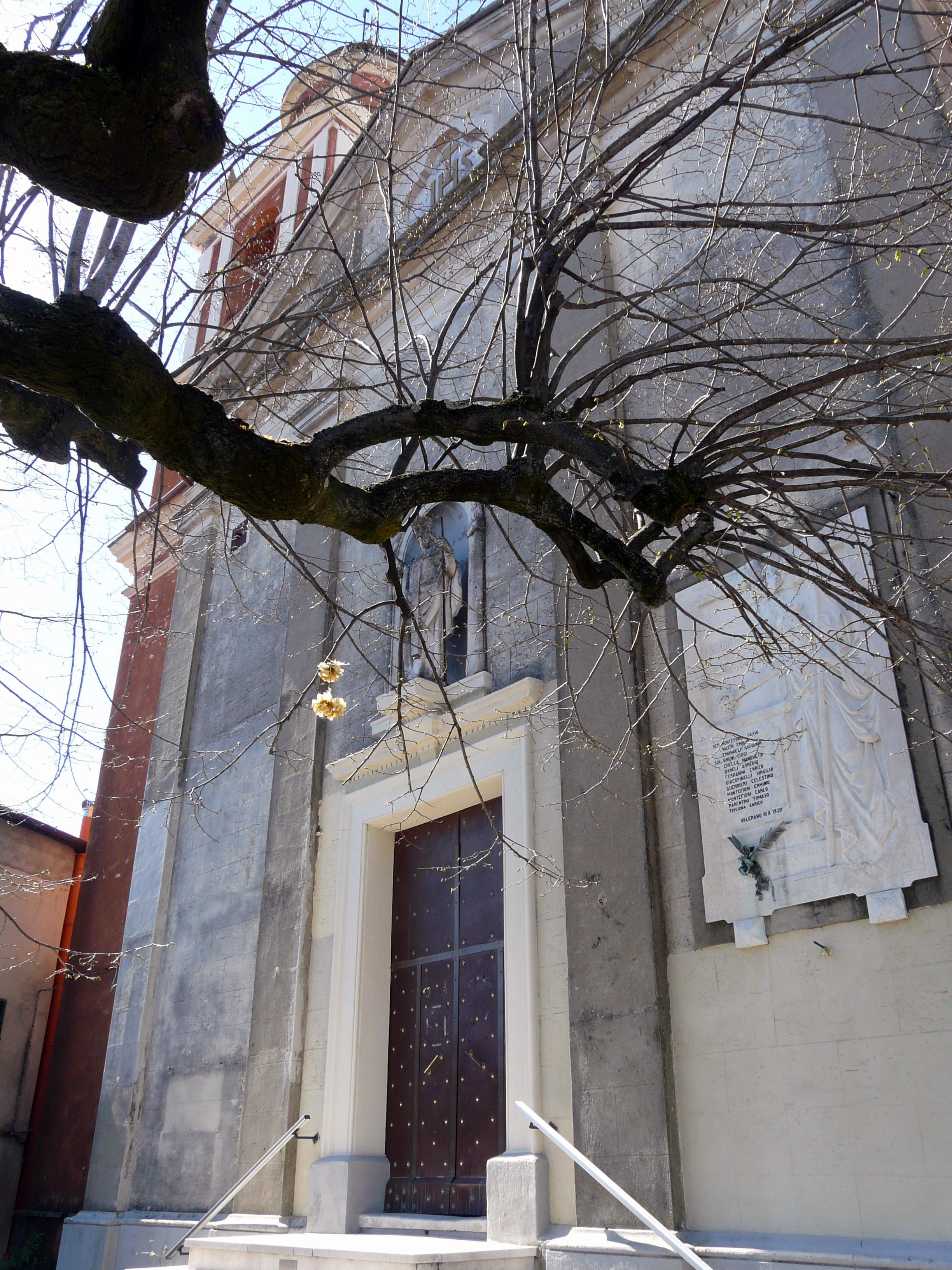
La chiesa di Sant'Apollinare

### Architetture religiose
Come altri luoghi della Lunigiana, il paese è un centro storico sottoposto dalla Soprintendenza delle Belle Arti a vincolo storico, ambientale e paesaggistico.
Con meno di 8 terremoti negli ultimi 400 anni, come risultanti dalle poche fonti storiche disponibili, la parte antica è sopravvissuta alla pur rara attività sismica e di modesta entità. Ad essa nel corso del 'XX secolo si è aggiunto un più esteso abitato. 
L'urbanistica del luogo ripropone, almeno negli elementi più importanti, gli schemi riscontrabili a Trebiano e soprattutto a Castelnuovo Magra, nei quali predominano insiemi di case e vie con andamento rettilineo lungo il crinale collinare, dai quali spìccano il volume della chiesa e del campanile.
In cima all'abitato sorgono i resti di un antico castello, vicino a poggi arrotondati, che richiamano i castelli dei liguri.
- Chiesa parrocchiale di Sant'Apollinare, consacrata il 23 luglio 1703 assieme alla fabbriceria. L'edificio di culto presenta un fonte battesimale in marmo bianco con putti, altari a stucco, ed una colonne tortili in porfido. È arricchito da un organo Serassi posto nella cappella soprastante l'ingresso principale. Nel catalogo dei beni culturali è così descritto: "Organo in legno, con canne di legno, piombo e stagno, situato in una cantori di legno, in facciata con 21 canne e una sola cuspide centrale".[6] L'organo fu assemblato in loco nel 1876 da Ferdinando (1858-1894), ultimo costruttore della famiglia.[7] È uno degli ultimi organi costruito dai diretti discendenti della famiglia bergamasca ad essere integro, non avendo subito manomissioni e trasformazioni.[6][8] I registri delle decime triennali decretate da papa Bonifacio VIII rispettivamente per il 1295-98, 1298-1301 e 1301-1304, attestano che la parrocchia godeva già di una certa autonomia e afferiva alla Pieve di San Prospero di Corongiola. L'edificio non è elencato negli estimi della Diocesi di Luni del 1470-1471, né ci è pervenuto il verbale della visita pastorale compiuta dai delegati del cardinale Lomellini nel 1568[9]. Dipende dalla parrocchia il Santuario di Nostra Signora di Buonviaggio, nell'omonima località.[10]

- Ex Oratorio di Santa Elisabetta, posto un tempo al centro della piazza principale, fu demolito nel primo dopoguerra per esigenze di viabilità.

### Architetture militari
- Ex castello di Valeriano, i cui resti sorgono nella parte superiore dell'abitato vicino a poggi arrotondati, che richiamano i castellari dei liguri. Parti del castello sono molto più antiche del periodo medioevale. Secondo lo storico Tito Livio, 40.000 liguri Apuani, e altri 7.000 della Val di Magra e Val di Vara, nel Sannio, furono vittime della prima deportazione della storia, ad opera dei consoli Cornelio Cetego e Mario Bebio.

### Monumenti
- Monumento ai caduti, di fronte al quale ogni 26 gennaio il paese commemora il rastrellamento nazifascista del 1944 El quale è presente una scultura dedicata ad Amelio Guerrieri.[11]